# Теліжинці (Шепетівський район)
Телі́жинці, Теліженці[джерело?] — село в Україні, у Сахновецькій сільській громаді Шепетівського району Хмельницької області. Населення становить 435 осіб.

## Географія
Селом протікає річка Тшайка, права притока Горині.

## Історія
У 1906 році село Михнівської волості Ізяславського повіту Волинської губернії. Відстань від повітового міста 13 верст, від волості 8. Дворів 198, мешканців 1003.
9 січня 2019 року громада УПЦ МП приєдналася до Української Помісної Церкви.

## Населення

### Мова
Розподіл населення за рідною мовою за даними перепису 2001 року:
| Мова       | Кількість | Відсоток |
| ---------- | --------- | -------- |
| українська | 571       | 98.79%   |
| російська  | 7         | 1.21%    |
| Усього     | 578       | 100%     |